# Zoran Stanković
Zoran Stanković, cyr. Зоран Станковић (ur. 9 listopada 1954 w Tegovište, zm. 5 października 2021) – serbski lekarz, wojskowy w stopniu generała majora, wykładowca akademicki, a także polityk, minister obrony i minister zdrowia, kandydat w wyborach prezydenckich.

## Życiorys
Ukończył w 1980 studia na wydziale medycznym Uniwersytetu w Niszu. W 1997 uzyskał stopień doktora, a w 1988 specjalizację z zakresu medycyny sądowej i patologii. Pracę zawodową zaczynał jako lekarz wojskowy w jednostkach w miejscowościach Peć i Vranje. W 2001 awansował w strukturze wojskowej do stopnia generała-majora (drugi stopień generalski). W latach 2002–2005 zajmował stanowisko komendanta Wojskowej Akademii Medycznej, odchodząc następnie w stan spoczynku.
21 października 2005 objął urząd ministra obrony Serbii i Czarnogóry. Po rozpadzie federacji od 5 czerwca 2006 kontynuował pracę w serbskim rządzie Vojislava Koštunicy (do 15 maja 2007). Partia G17 Plus rekomendowała go również w skład gabinetu Mirka Cvetkovicia, w którym od 14 marca 2011 do 27 lipca 2012 zajmował stanowisko ministra zdrowia. W 2012 kandydował z ramienia Zjednoczonych Regionów Serbii na urząd prezydenta, uzyskując w pierwszej turze głosowania około 6,6% głosów.